# Du Jin

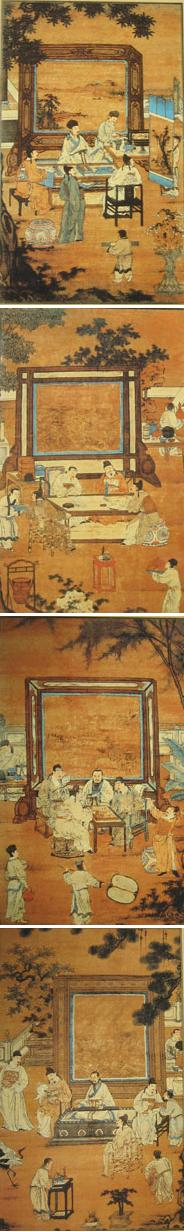
Du Jin, Peinture sur soie

Du Jin (chinois : 杜堇 ; pinyin : dù jǐn), est un peintre chinois de paysages, de personnages, de fleurs et d'animaux qui vit durant la dynastie Ming (1368 - 1644). Ses dates personnelle ne sont pas connues.
Chen est né à Zhenjiang dans la province du Jiangsu. Son nom d'artiste est « Junan » et ses surnoms sont « Chengju », « Gukuang », « Qingxia » et « tingzhang ». Du s'installe à Beijing où il produit beaucoup de ses œuvres.

## Notes et références

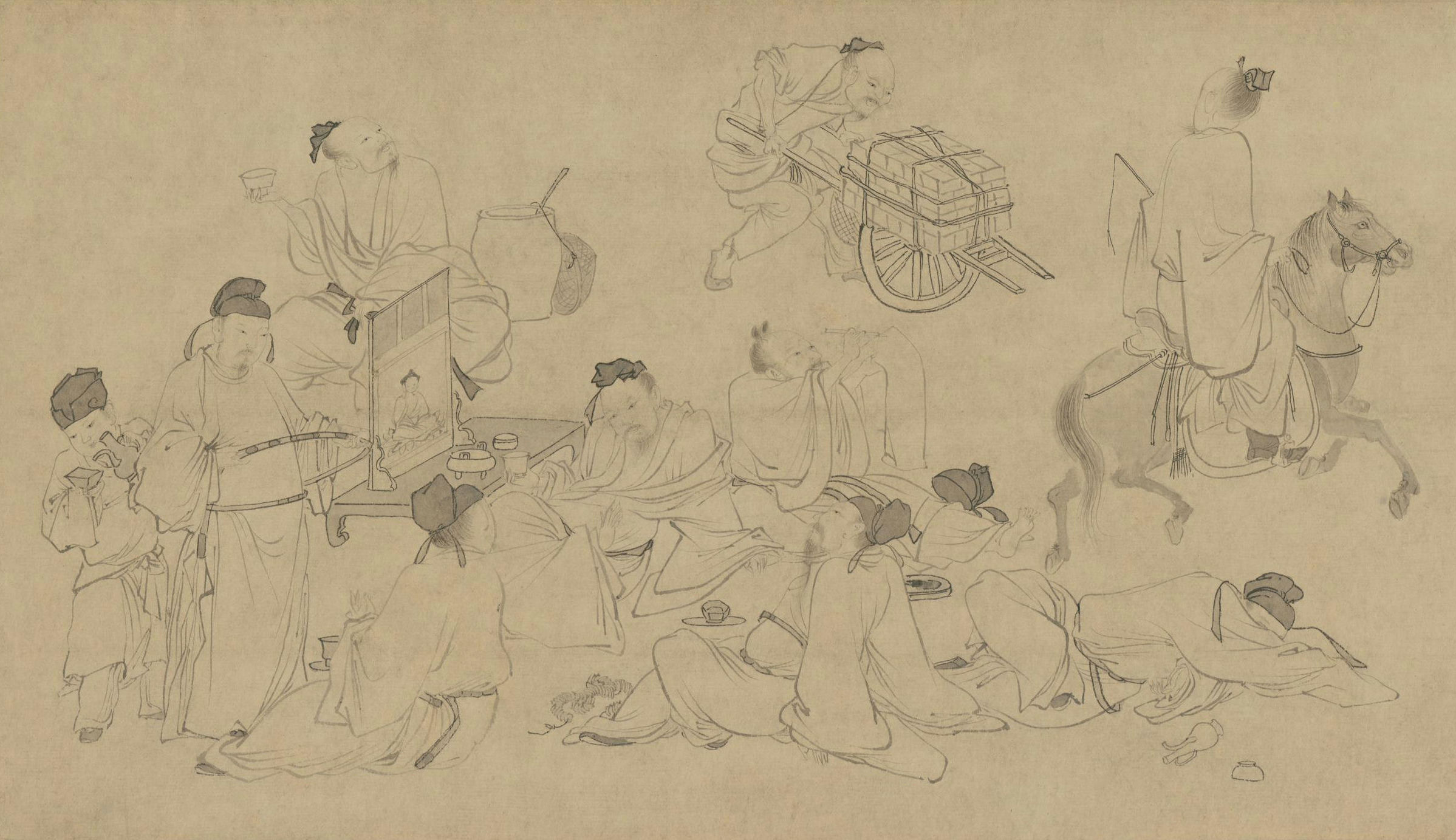
Huit immortels livrés au vin
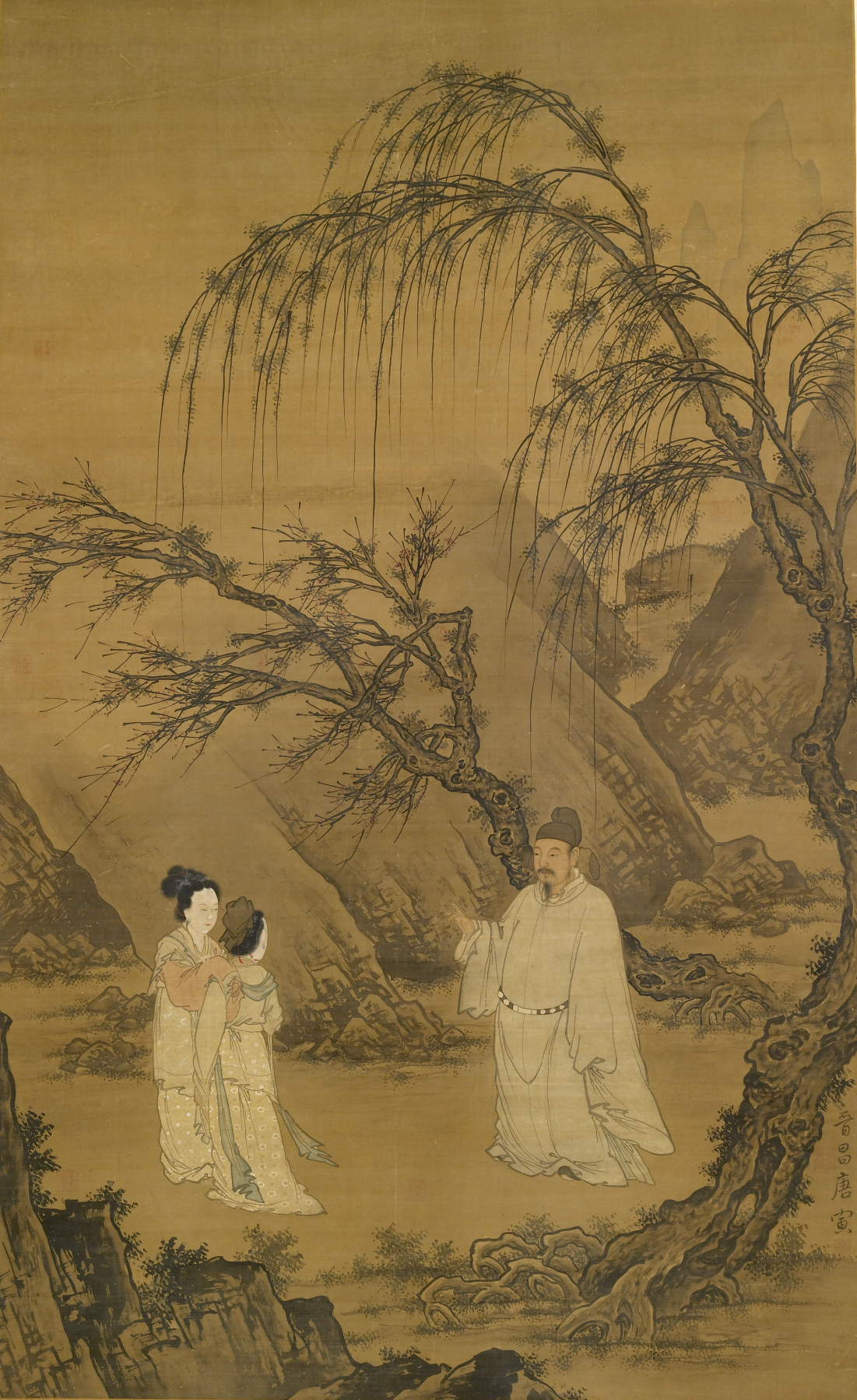
Wang Xianzhi et deux femmes au milieu des saules et des rochers.
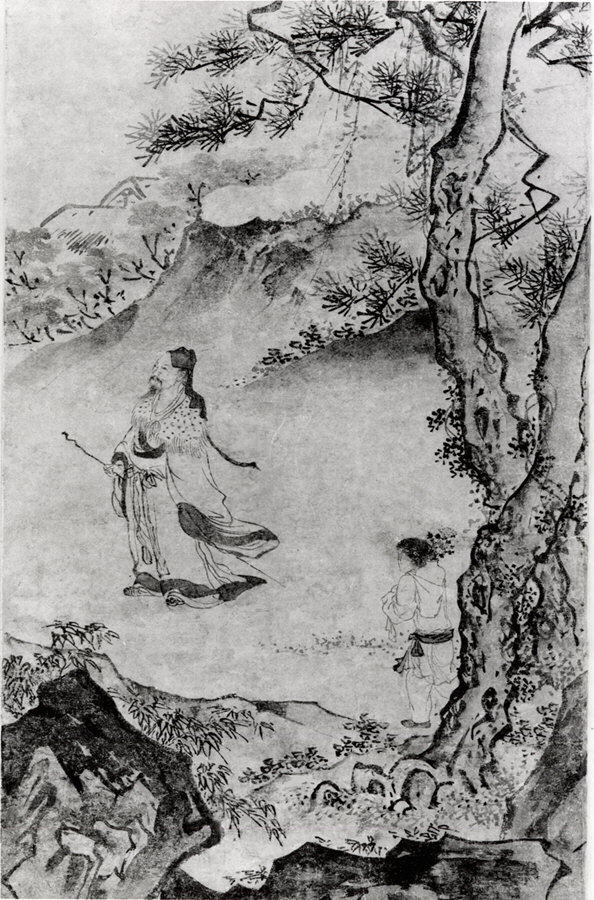
Tao Yuanming jouissant des chrysanthèmes
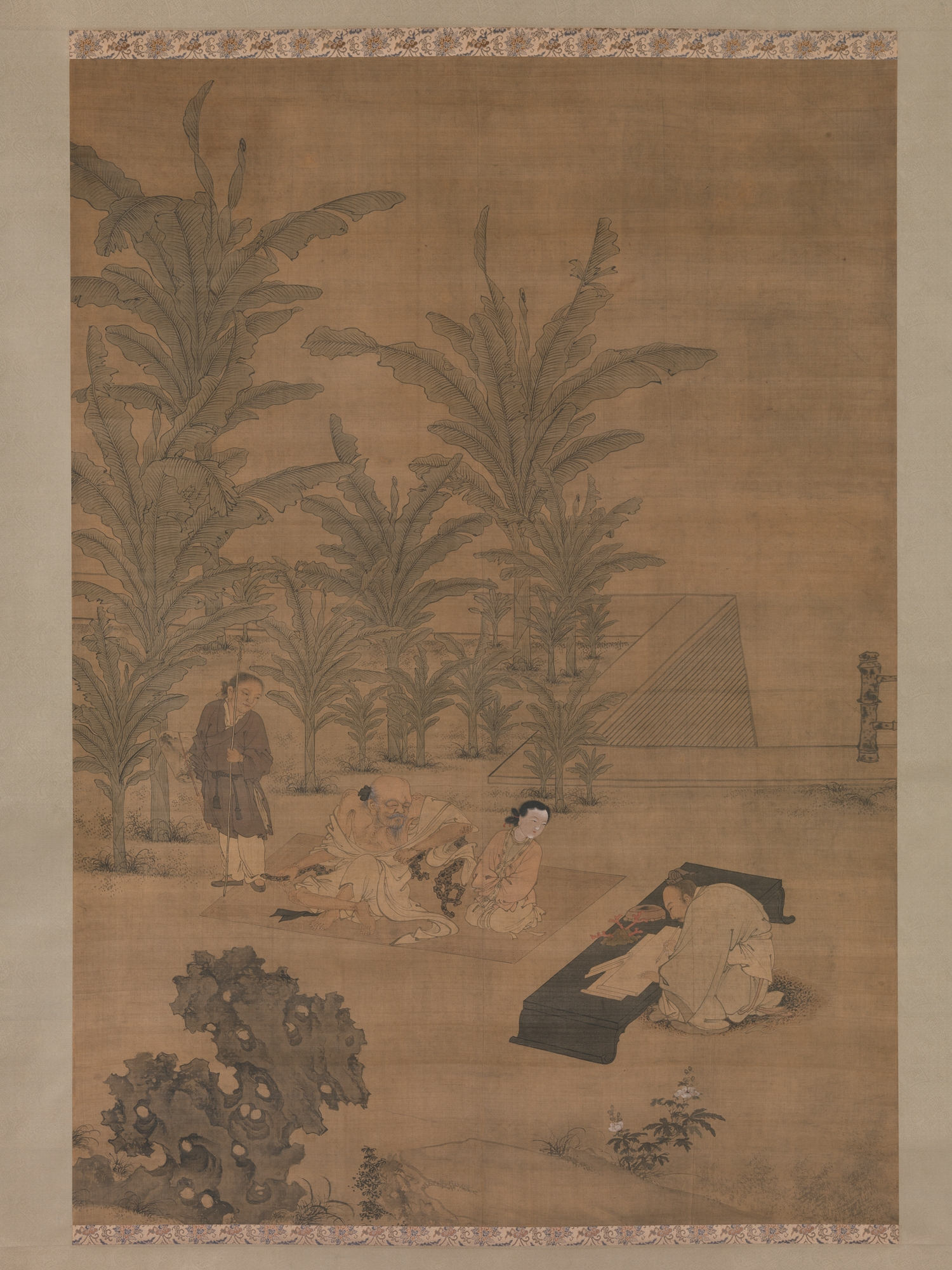
Le lettré Fu Sheng transmettant l'ouvrage des documents
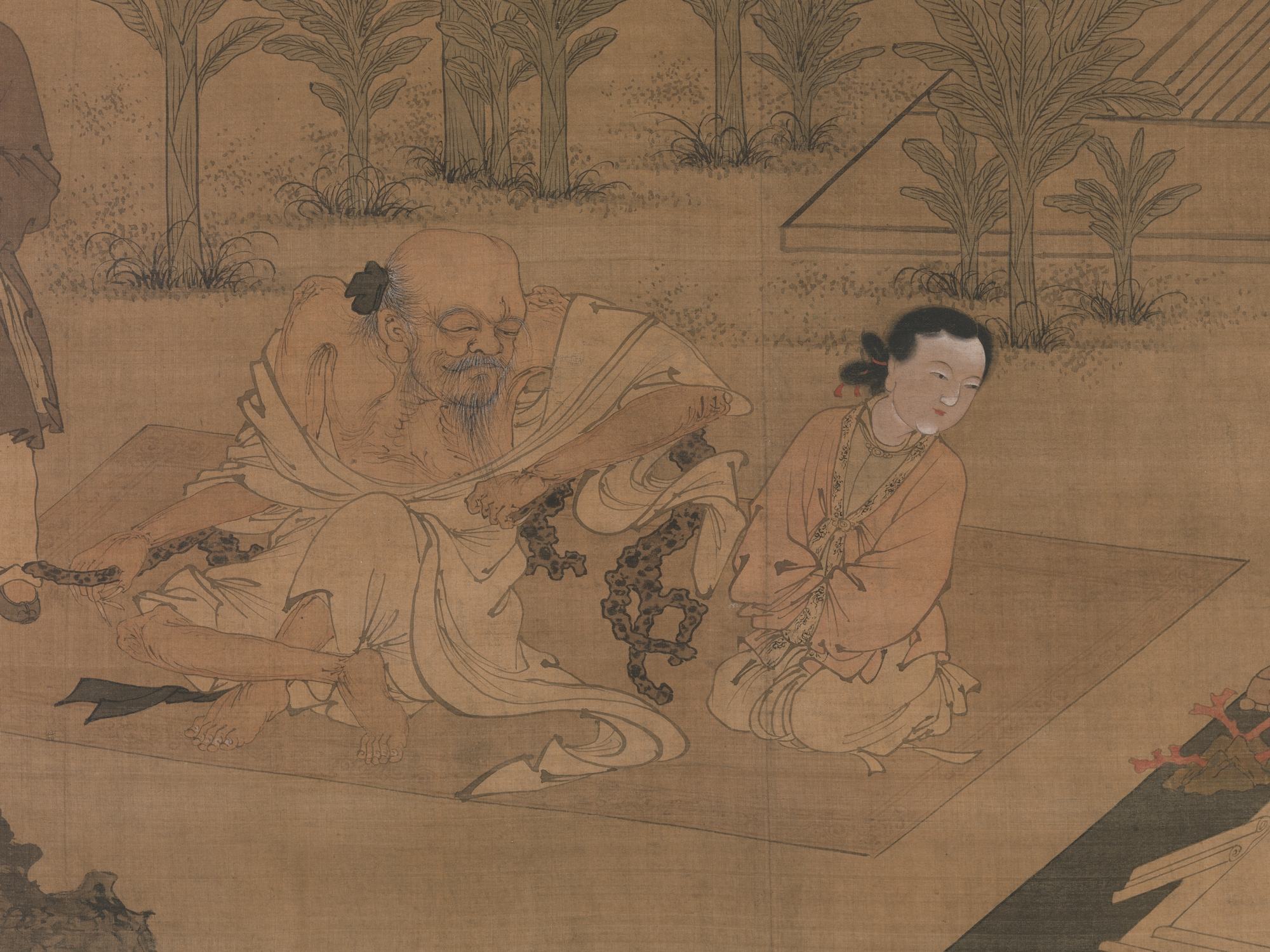
Le lettré Fu Sheng transmettant l'ouvrage des documents (détail).
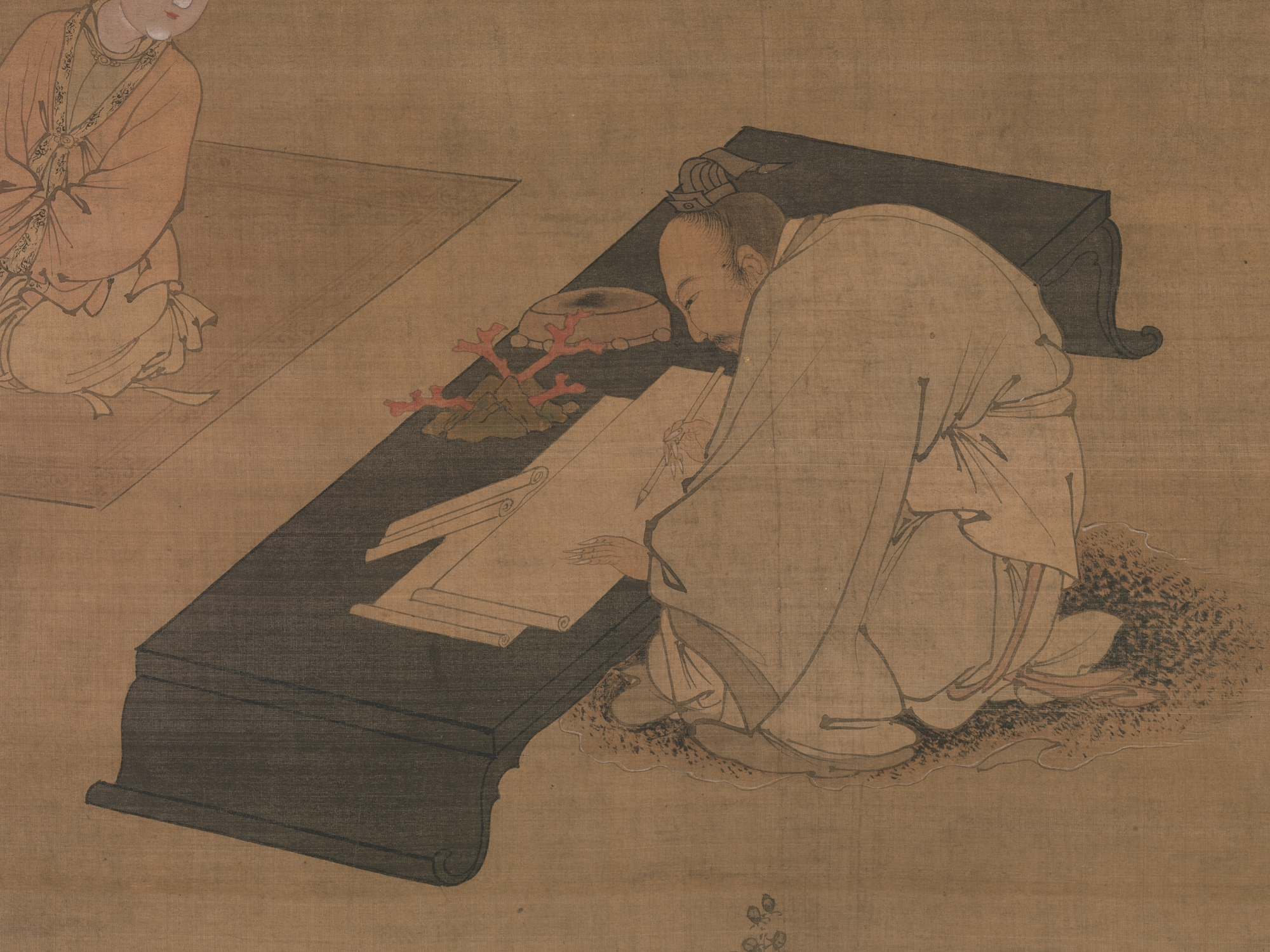
Le lettré Fu Sheng transmettant l'ouvrage des documents (détail).